# Halhgol járás
Halhgol járás, / Halhin gol/ (mongol nyelven: Халхгол сум / Халхын гол) Mongólia Keleti tartományának egyik járása. Területe 28 000 km². Népessége kb. 8500 fő.
Székhelye, Cagánbulag (Цагаанбулаг) 250 km-re fekszik Csojbalszan tartományi székhelytől.